# Literaturjahr 1949
Liste der Literaturjahre

◄◄ | ◄ | 1945 | 1947 | 1948 | Literaturjahr 1949 | 1952 | 1953

Weitere Ereignisse

## Ereignisse
- 11. Januar: Das Berliner Ensemble präsentiert sich erstmals mit der Aufführung Mutter Courage und ihre Kinder unter der Leitung von Bertolt Brecht der Öffentlichkeit im Deutschen Theater Berlin.
- 10. Februar: Arthur Millers Drama Tod eines Handlungsreisenden wird am Broadway uraufgeführt. Elia Kazan inszeniert das Stück mit Lee J. Cobb in der Hauptrolle.
- 13. Juni: George Orwells Roman 1984 wird in den USA als Buch des Jahres ausgezeichnet.
- 25. Juli: Thomas Mann wird mit dem Goethepreis der Stadt Frankfurt am Main ausgezeichnet.
- 28. August: In der Frankfurter Paulskirche wird die Deutsche Akademie für Sprache und Dichtung gegründet.
- 18. September: Initiiert von den Buchhändlern Alfred Grade und Heinrich Cobet beginnt in der Paulskirche die erste Frankfurter Buchmesse der Nachkriegszeit unter der Teilnahme von 205 inländischen Verlagen.

## Neuerscheinungen

### Romane, Erzählungen
- 1984 – George Orwell
- Das Jagdgewehr  – Yasushi Inoue
- Der Stierkampf  – Yasushi Inoue

### Dramen
- Donauwellen – Fritz Kortner (UA 1949)

### Weitere Werke
- Die Farm in den grünen Bergen – Alice Herdan-Zuckmayer
- Der Heros in tausend Gestalten – Joseph Campbell

## Jahrestage

### Geboren im Jahr 1949

#### Januar – März
- 02. Januar: Christopher Durang, US-amerikanischer Dramatiker († 2024)
- 05. Januar: Gerd Puls, deutscher Schriftsteller, Maler und Grafiker
- 11. Januar: Helmut Zenker, österreichischer Schriftsteller und Drehbuchautor († 2003)
- 12. Januar: Haruki Murakami, japanischer Autor
- 14. Januar: Lawrence Kasdan, US-amerikanischer Regisseur, Drehbuchautor und Schauspieler
- 15. Januar: Götz Kauffmann, österreichischer Schauspieler, Kabarettist und Buchautor († 2010)
- 20. Januar: Patrick Frey, Schweizer Autor, Verleger, Kabarettist und Schauspieler
- 21. Januar: Kristín Marja Baldursdóttir, isländische Schriftstellerin

- 06. Februar: Jim Sheridan, irischer Regisseur und Drehbuchautor
- 11. Februar: Gerhard Kofler, Südtiroler Schriftsteller († 2005)
- 11. Februar: Marc Menant, französischer Schriftsteller, Journalist und Automobilrennfahrer
- 12. Februar: Barbara Honigmann, deutsche Schriftstellerin und Malerin
- 14. Februar: Josep Enric Dallerès, andorranischer Dichter und Schriftsteller
- 18. Februar: Hans-Georg Türstig, deutscher Schriftsteller und Übersetzer, Maler und Fotograf
- 23. Februar: César Aira, argentinischer Schriftsteller und Übersetzer
- 25. Februar: Irma Krauß, deutsche Schriftstellerin
- 25. Februar: Amin Maalouf, französischer Schriftsteller

- 01. März: Gabriele Beyerlein, deutsche Kinder- und Jugendbuchautorin
- 13. März: Jürgen Banscherus, deutscher Schriftsteller
- 19. März: Hannele Huovi, finnische Autorin, insbesond. von Kinder- und Jugendliteratur
- 21. März: Slavoj Žižek, slowenischer politischer Philosoph und Essayist
- 26. März: Patrick Süskind, deutscher Schriftsteller und Drehbuchautor
- 28. März: Dres Balmer, Schweizer Schriftsteller

#### April – Juni
- 06. April: Brigitte Schwaiger, österreichische Schriftstellerin († 2010)
- 06. April: Zhong Acheng, chinesischer Schriftsteller und Drehbuchautor
- 07. April: Gerhard Jaschke, österreichischer Schriftsteller († 2025)
- 13. April: Marilyn Bowering, kanadische Schriftstellerin, Dichterin und Dramatikerin
- 26. April: Issei Sagawa, japanischer Frauenmörder und Schriftsteller († 2022)
- 29. April: Nuno Júdice, portugiesischer Lyriker, Schriftsteller und Essayist († 2024)

- 01. Mai: Lewis Perdue, US-amerikanischer Schriftsteller
- 02. Mai: Alfons Schuhbeck, deutscher Koch und Buchautor
- 04. Mai: Graham Swift, britischer Schriftsteller
- 10. Mai: Sylvia Renz, deutsche Schriftstellerin
- 13. Mai: Ingeborg Arlt, deutsche Schriftstellerin
- 13. Mai: Christopher Reid, britischer Journalist und Dichter
- 14. Mai: Sverre Årnes, norwegischer Schriftsteller, Comicautor und Drehbuchautor
- 25. Mai: Jamaica Kincaid, antiguanisch-amerikanische Schriftstellerin
- 27. Mai: Hama Tuma, äthiopischer Dichter und Schriftsteller
- 31. Mai: Ulrich Horstmann, deutscher Schriftsteller

- 03. Juni: Philippe Djian, französischer Schriftsteller
- 05. Juni: Ken Follett, britischer Schriftsteller Ken Follett

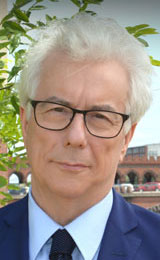
Ken Follett

- 10. Juni: Jan Brokken, niederländischer Schriftsteller
- 10. Juni: Gudrun Brug, deutsche Schriftstellerin
- 14. Juni: Antony Sher, britischer Schauspieler, Schriftsteller und Maler († 2021)
- 14. Juni: Harry Turtledove, US-amerikanischer Historiker und Roman-Schriftsteller
- 20. Juni: Hans Georg Bulla, deutscher Schriftsteller
- 20. Juni: Bernd Eilert, deutscher Schriftsteller
- 21. Juni: Jane Urquhart, kanadische Schriftstellerin
- 27. Juni: Rafael Chirbes, spanischer Schriftsteller († 2015)
- 30. Juni: Alain Finkielkraut, französischer Philosoph und Essayist

#### Juli – September
- 01. Juli: Denis Johnson, US-amerikanischer Schriftsteller († 2017)
- 05. Juli: Hans Augustin, österreichischer Schriftsteller
- 15. Juli: Günter Figal, deutscher Philosoph († 2024)
- 15. Juli: Heinrich Peuckmann, deutscher Schriftsteller († 2023)
- 15. Juli: Richard Russo, US-amerikanischer Schriftsteller
- 19. Juli: Thulani Davis, US-amerikanische Dramatikerin, Librettistin, Schriftstellerin und Lyrikerin

- 03. August: Christoph Geiser, Schweizer Schriftsteller
- 15. August: Garry Disher, australischer Schriftsteller
- 24. August: Diamela Eltit, chilenische Schriftstellerin
- 25. August: Martin Amis, britischer Schriftsteller († 2023)
- 31. August: Colin Escott, britischer Journalist und Schriftsteller

- 17. September: José Rafael Lantigua, dominikanischer Journalist, Schriftsteller, Literaturkritiker und Politiker
- 26. September: Minette Walters, britische Schriftstellerin

#### Oktober – Dezember
- 02. Oktober: Michael Böckler, deutscher Schriftsteller
- 02. Oktober: Richard Hell, US-amerikanischer Musiker und Schriftsteller
- 03. Oktober: Andreas Altmann, deutscher Reporter und Autor
- 04. Oktober: Luis Sepúlveda, chilenischer Schriftsteller, Regisseur, Journalist und politischer Aktivist († 2020)
- 05. Oktober: Peter Ackroyd, britischer Schriftsteller
- 09. Oktober: Daniela Dahn, deutsche Journalistin und Schriftstellerin
- 13. Oktober: Detlef Bernd Blettenberg, deutscher Schriftsteller
- 15. Oktober: Jochen Beyse, deutscher Schriftsteller
- 15. Oktober: Michael Köhlmeier, österreichischer Schriftsteller
- 15. Oktober: Boualem Sansal, frankophoner algerischer Schriftsteller
- 15. Oktober: Gudmund Vindland, norwegischer Schriftsteller
- 19. Oktober: H. Dieter Neumann, deutscher Schriftsteller und Kriminalroman-Autor

- 03. November: Roswitha Quadflieg, deutsche Schriftstellerin
- 18. November: Tina McElroy Ansa, afroamerikanische Schriftstellerin und Journalistin († 2024)
- 19. November: Nigel Bennett, britisch-kanadischer Schauspieler und Schriftsteller

- 12. Dezember: Beat Sterchi, Schweizer Schriftsteller
- 22. Dezember: Ursula Flacke, deutsche Autorin und Kabarettistin
- 26. Dezember: Radmila Lazić, serbische Schriftstellerin

#### Genaues Datum unbekannt
- Soazig Aaron, französische Schriftstellerin
- Salwa Bakr, ägyptische Schriftstellerin

### Gestorben im Jahr 1949
- 01. Februar: Nicolae Cocea, rumänischer Schriftsteller (* 1880)
- 11. Februar: Johannes Freumbichler, österreichischer Heimatschriftsteller (* 1881)
- 27. Februar: Franz Adam Beyerlein, deutscher Schriftsteller (* 1871)

- 14. März: Georg Hellmuth Neuendorff, deutscher Schriftsteller und Reformpädagoge (* 1882)

- 04. April: Stephen Lucas Bridges, argentinischer Schriftsteller, Ethnograph und Farmer (* 1874)

- 06. Mai: Maurice Maeterlinck, belgischer Schriftsteller und Nobelpreisträger (* 1862)
- 13. Mai: Nakamura Murao, japanischer Literaturtheoretiker und -kritiker (* 1886)
- 15. Mai: Mary Antin, US-amerikanische Autorin und Aktivistin (* 1881)
- 18. Mai: Karl Vossler, deutscher Literaturhistoriker und Romanist (* 1872)
- 19. Mai: Peter Jilemnický, tschechischer Schriftsteller (* 1901)
- 21. Mai: Klaus Mann, deutscher Schriftsteller (* 1906)

- 10. Juni: Sigrid Undset, norwegische Schriftstellerin (* 1882)
- 11. Juni: Oton Župančič, slowenischer Schriftsteller (* 1878)

- 12. Juli: Douglas Hyde, irischer Schriftsteller und Staatspräsident (* 1860)

- 16. August: Margaret Mitchell, US-amerikanische Schriftstellerin (* 1900)
- 17. August: Sophie von Arnim, deutsche Schriftstellerin (* 1876)

- 04. September: Herbert Eulenberg, deutscher Dichter und Schriftsteller (* 1876)

- 11. Oktober: Albert H. Rausch, deutscher Schriftsteller (* 1882)
- 17. Oktober: Gustav Schröer, deutscher Journalist und Schriftsteller (* 1876)
- 31. Oktober: Édouard Dujardin, französischer Schriftsteller (* 1861)

- 16. Dezember: Ferdinand Pfohl, deutscher Musikkritiker, Schriftsteller und Komponist (* 1862)
- 19. Dezember: Toni Attenberger, deutscher Filmregisseur, Filmproduzent, Drehbuchautor, Journalist und Schriftsteller (* 1882)
- 20. Dezember: Wilhelm Weigand, deutscher Dichter und Schriftsteller (* 1862)
- 28. Dezember: Hervey Allen, US-amerikanischer Schriftsteller (* 1889)

## Literaturpreise 1949

### Deutsche Literaturpreise
- Erstmalige Vergabe des Hansischen Goethe-Preises

- ehemaliger Preis
  - Baumgarten-Preis (verliehen 1929 bis 1944 und 1946 bis 1949; gestiftet 1923 von Franz Ferdinand Baumgarten)

### Internationale Literaturpreise
- Charles-Veillon-Preis (Auswahl):
  - Italienischsprachige Literatur: Il tempo che passa von Adolfo Jenni
- Conrad-Ferdinand-Meyer-Preis (Auswahl): Marcel Fischer
- Gottfried-Keller-Preis: Rudolf Kassner
- James Tait Black Memorial Prize for Fiction: The Far Cry von Emma Smith
- John Llewellyn Rhys Prize: Maidens’ Trip von Emma Smith
- Newbery Medal: Marguerite Henry mit King of the Wind
- Nobelpreis für Literatur: William Faulkner (rückwirkend zuerkannt)
- Pulitzer-Preise (Auswahl):
  - Pulitzer Prize for Fiction: Guard of Honor von James Gould Cozzens
  - Pulitzer Prize for Drama: Death of a Salesman von Arthur Miller
  - Pulitzer Prize for Poetry: Terror and Decorum von Peter Viereck
  - Pulitzer Prize for Biography or Autobiography: Roosevelt and Hopkins von Robert E. Sherwood